# Belița, Plovdiv
Belița (în bulgară Белица) este un sat în comuna Lăki, regiunea Plovdiv,  Bulgaria. 

## Demografie
Componența etnică a satului Belița
     Bulgari (70,28%)
     Nicio identificare (11,32%)
     Turci (18,39%)
     Romi (0%)
La recensământul din 2011, populația satului Belița era de 212 locuitori. Din punct de vedere etnic, majoritatea locuitorilor (70,28%) erau bulgari, cu o minoritate de turci (18,39%). Pentru 11,32% din locuitori nu este cunoscută apartenența etnică.